# Alice Sant’Anna
Alice Carvalho Cumplido de Sant’Anna (Rio de Janeiro, 24 de maio de 1988) é uma poeta brasileira. Começou a escrever aos 16 anos, durante uma viagem à Nova Zelândia. Possui graduação em Jornalismo (2010) pós graduação em Letras e mestrado em Literatura, Cultura e Contemporaneidade (2013), ambos pela Pontifícia Universidade Católica do Rio de Janeiro. É colaboradora da revista Serrote, publicada pelo Instituto Moreira Salles, e do jornal O Globo.

## Obras
- Dobradura (2008, 7 Letras)
- Pingue-pongue (2012, independente, impresso em serigrafia, com Armando Freitas Filho)
- Rabo de baleia (2013, Cosac Naify)
- Pé do ouvido (2016, Companhia das Letras)